# Trikontinentales Chile

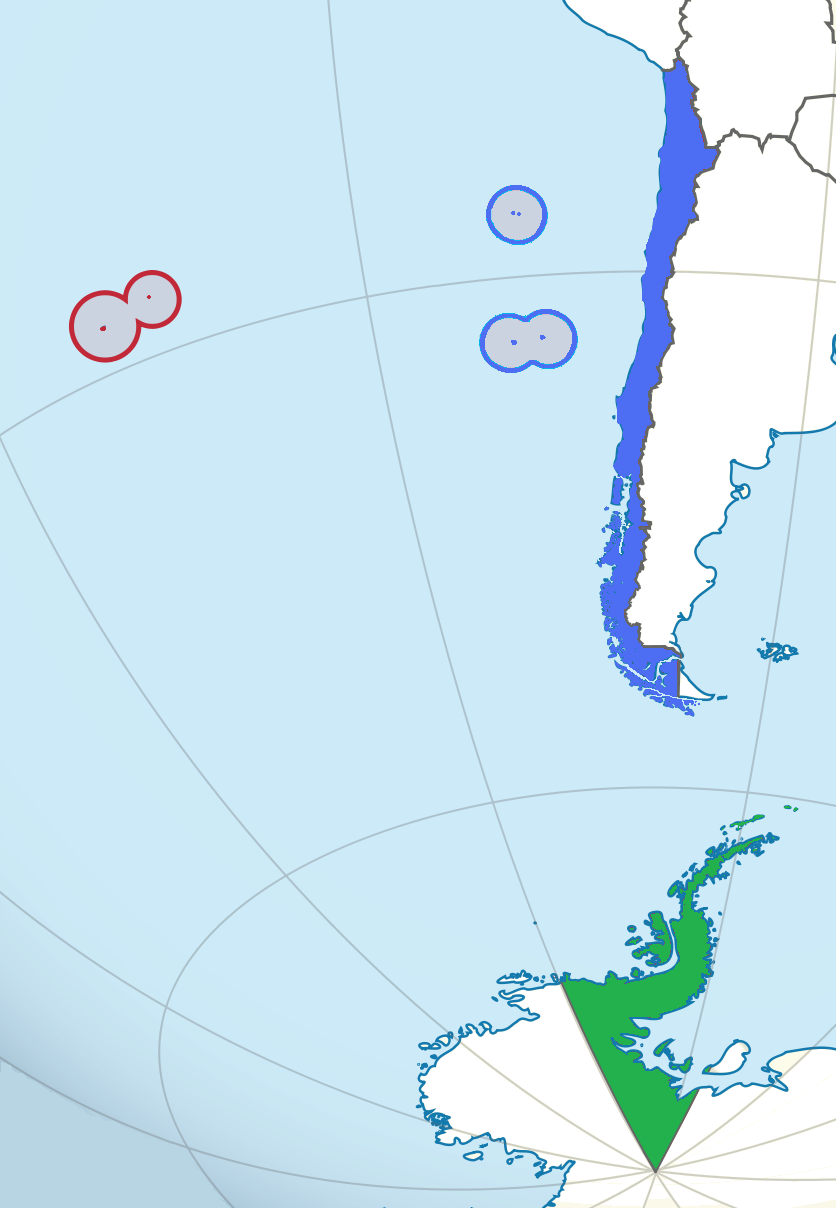
Karte von Chile als trikontinentalem Land.
Blau: Territorium Chiles in Amerika.
Rot: Territorium Chiles in Ozeanien.
Grün: von Chile beanspruchtes Territorium in der Antarktis.

Die Trikontinentalität von Chile ist ein geopolitisches Konzept, das auf der Souveränität basiert, die dieses Land über Territorien in Amerika und Ozeanien ausübt, sowie auf seinem Anspruch im antarktischen Kontinent.
Im Gegensatz zu Ländern, deren Territorien ausschließlich in Amerika liegen, definiert sich Chile selbst als trikontinentales Land, wobei sein amerikanisches Territorium eine seiner drei geografischen Zonen darstellt (Kontinentales Chile). Das Konzept ist Teil des Bildungscurriculums; ebenso beeinflusst die Trikontinentalität die Art und Weise, wie das Land seine internationalen Beziehungen gestaltet.

## Geografische Überlegungen
Chile beschreibt sich als aus drei geografischen Zonen bestehend, die in Amerika, Ozeanien und der Antarktis liegen. Diese Zonen sind:

### Kontinentales Chile
Das sogenannte kontinentale Chile, in dem fast die gesamte Bevölkerung lebt, umfasst einen Landstreifen an der Westküste des Südkegels. Es hat eine Fläche von 755 776,4 km² und erstreckt sich über 4270 km, vorwiegend von der südöstlichen Küste des Pazifiks bis zur Andenkordillere, zwischen den Breitengraden 17°29′57″ S und 56°32′ S. Es erreicht eine maximale Breite von 445 km bei 52°21′ S auf Höhe der Magellanstraße und eine minimale Breite von 90 km bei 31°37′ S zwischen Punta Amolanas und Paso de la Casa de Piedra. Es grenzt im Norden an Peru, im Osten an Bolivien und Argentinien mit einer Gesamtlänge von 6339 km an Landgrenzen und im Süden an die Drake-Passage.

### Insulares Chile
Das sogenannte insulare Chile mit einer Fläche von 320 km² umfasst eine verstreute Ansammlung kleiner, vulkanischer Inseln im Südpazifik, die weit von der kontinentalen Küste entfernt liegen:
- Der Juan-Fernández-Archipel und die Desventuradas-Inseln (San Félix und San Ambrosio), die zu Amerika gehören.
- Die Salas-y-Gómez-Insel und die Osterinsel (indigener Name Rapa Nui), die geografisch zur Polynesien gehören und Teil von Ozeanien sind. Die Osterinsel oder Rapa Nui ist das westlichste Territorium des Landes und liegt bei 27°7′10″ S und 109°21′17″W.

### Chilenisches Antarktis-Territorium
Das Antarktisterritorium Chiles ist eine Region der Antarktis — gelegen zwischen den Längengraden 53°W und 90°W sowie zwischen den Breitengraden 60° und 90°S mit einer Fläche von 1 250 257,6 km² — auf die Chile Souveränitätsansprüche erhebt, wobei diese teilweise mit den Ansprüchen der argentinischen und britischen Gebiete überlappen. Als Unterzeichner des Antarktis-Vertrages hat Chile die Aussetzung der Souveränitätsansprüche akzeptiert, ohne darauf zu verzichten, und die Einrichtung einer Schutzzone für die wissenschaftliche Entwicklung anerkannt.

## Chile im Pazifik

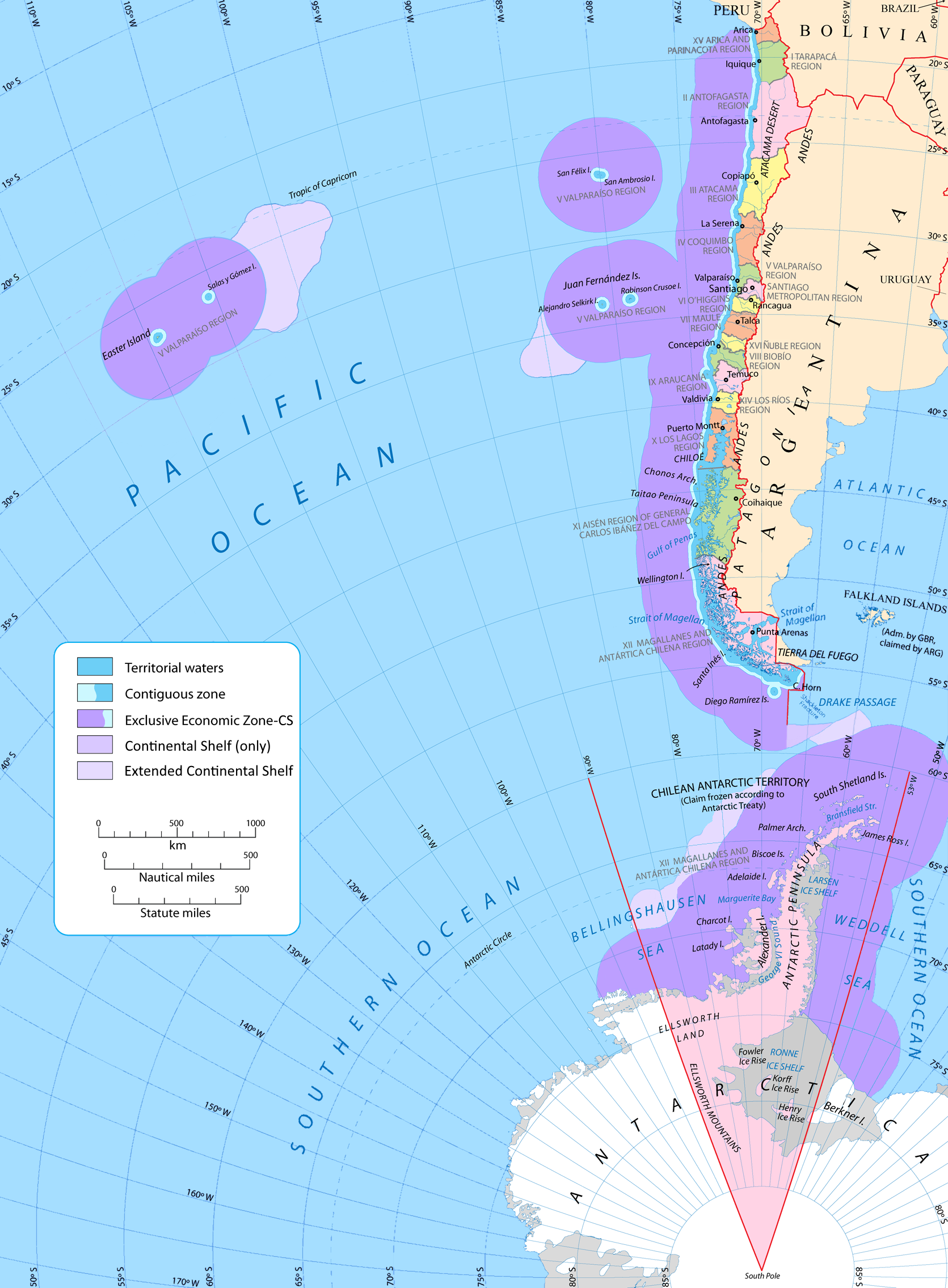
Trikontinentalität Chiles, Hoheitsgewässer, Ausschließliche Wirtschaftszone, Presentialmeer, Festlandsockel und deren erweiterte Zone (siehe Festlandsockel von Chile).

Die Definition Chiles als trikontinentales Land bedeutet zwangsläufig eine Fokussierung seiner Außenpolitik auf den Pazifischen Ozean. In diesem Sinne hat die chilenische Regierung das Konzept des Presentialmeers entwickelt, das darin besteht, ihren Einfluss im Pazifik, in dem sich ihre Gebiete und Ansprüche konzentrieren, zu fördern und zu vertiefen. Das Gesetz N° 19080, das im September 1991 veröffentlicht wurde, definiert das Presentialmeer von Chile als „den Teil der Hohen See, der für die internationale Gemeinschaft zwischen der Grenze unserer Ausschließlichen Wirtschaftszone des Festlands und dem Längengrad, der westlich des Festlandsockels von Rapa Nui verläuft, liegt und sich vom Breitengrad der Grenzlinie Nr. 1 der internationalen Grenze zwischen Chile und Peru bis zum Südpol erstreckt.“ Die Außenpolitik des chilenischen Staates umfasst sowohl internationale Abkommen als auch einseitige Maßnahmen, um eine Rolle als Garant für Aktivitäten wie Fischerei, wissenschaftliche Forschung und Schifffahrt in diesem Raum wahrzunehmen. Außerdem erhebt Chile Ansprüche auf die Festlandsockel seiner Gebiete auf drei Kontinenten sowie deren erweiterte Zone.
Ebenso orientiert Chile einen großen Teil seiner Handelsaktivitäten auf den Pazifik, indem es Handelsabkommen wie das Transpazifische Partnerschaftsabkommen, die Pazifik-Allianz oder das Umfassendes und Fortschrittliches Transpazifisches Partnerschaftsabkommen unterzeichnet hat. Mehrfach hat die chilenische Außenpolitik Abkommen mit Pazifik-Ausrichtung gegenüber solchen in Südamerika bevorzugt.
Seit 2018 ist Chile durch Osterinsel Mitglied der Polynesian Leaders Group, einer internationalen Regierungskooperation, die die Interessen verschiedener Länder und Territorien in der Polynesien-Region vertritt. Obwohl sowohl die Gründung der Gruppe als auch der Beitritt Chiles relativ neu sind, besteht die Zusammenarbeit zwischen den Staaten seit langem, insbesondere in der Opposition gegen französische Nuklearversuche auf Mururoa, die zu einer von Neuseeland und Chile geführten Boykottpolitik führten.

## Ansprüche in der Antarktis

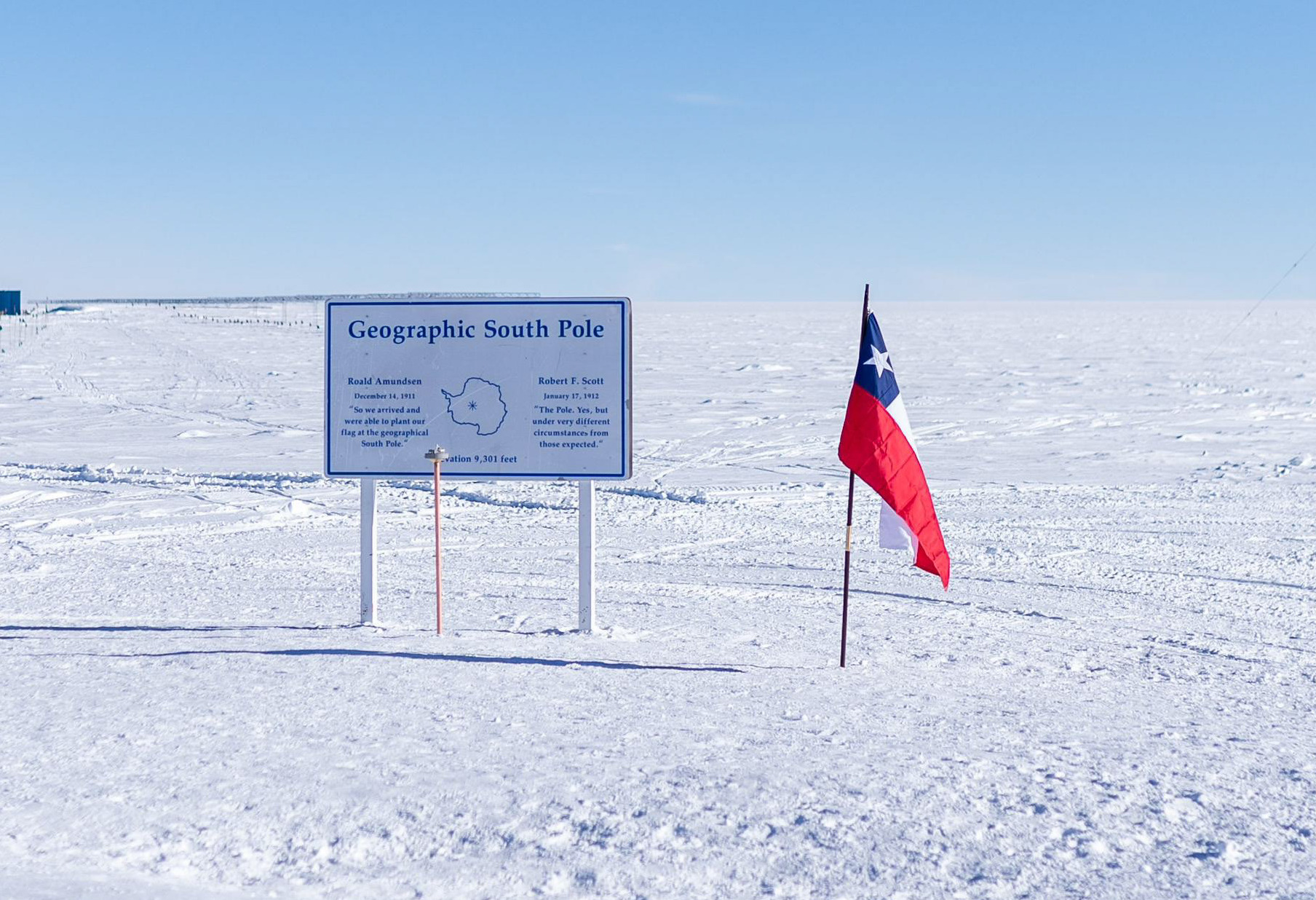
Südliche Grenze des Trikontinentalen Chile, der Südpol mit einer Nationalflagge.

Der Anspruch Chiles auf den antarktischen Kontinent bildet eine zentrale Achse des Konzepts der Trikontinentalität.
Infolgedessen und ohne die Tatsache zu beeinträchtigen, dass die Unterzeichnung des Antarktis-Vertrag die Aussetzung (aber nicht den Verzicht) der Souveränitätsansprüche auf dem Kontinent impliziert, hat die chilenische Regierung eine aktive Rolle bei der Erforschung und Besiedlung des Kontinents beibehalten. Dies spiegelt sich in einer bedeutenden Präsenz auf dem Kontinent wider. So hat der chilenische Staat eine der beiden einzigen und die bevölkerungsreichste zivile Siedlung auf dem Kontinent gegründet, Villa Las Estrellas, wobei die andere die Esperanza-Station der Argentinien ist. Diese zivile Siedlung ist vollständig in die territoriale Organisation des chilenischen Staates integriert und verfügt über Bildungs- und Gesundheitseinrichtungen sowie Radio- und Fernsehstationen und mehr. Ebenso bestätigt die chilenische Diplomatie aktiv die Gültigkeit und Relevanz des Anspruchs als Teil ihrer trikontinentalen Politik, was wiederholt zu diplomatischen Konflikten mit Ländern geführt hat, deren Ansprüche sich überschneiden.